# Gdynia Rzeźnia
Gdynia Rzeźnia – zlikwidowany przystanek PKP znajdujący się w Gdyni, w przemysłowej części dzielnicy Chylonia. Do 1994 na przystanku zatrzymywały się pociągi osobowe do stacji Gdynia Port Oksywie, obecnie na linii kursują tylko pociągi towarowe.
Infrastrukturę stanowi około stumetrowy betonowy próg, zarośnięty wysoką trawą.